# Шарлотт Флэр
Эшли Элизабет Флиер (англ. Ashley Elizabeth Fliehr; род. 5 апреля 1986[…], Шарлотт, Северная Каролина[…]) — американская женщина-рестлер, выступающая в WWE под именем Ша́рлотт Флэр (англ. Charlotte Flair).
Она является рестлером во втором поколении, будучи дочерью Рика Флэра. Флэр впервые появилась в рестлинге вместе со своим отцом в 1993 году в World Championship Wrestling. В 2012 году она начала тренироваться в WWE, а в следующем году дебютировала в NXT. В 2014 году она была названа новичком года по версии Pro Wrestling Illustrated (PWI), а в 2015 году была переведена в основной ростер WWE. В 2016 году читатели PWI признали Флэр женщиной года и лучшей женщиной-рестлером.
Флэр — 14-кратная чемпионка мира среди женщин, один раз она становилась чемпионкой WWE среди див, рекордные шесть раз — чемпионкой WWE Raw среди женщин и рекордные семь раз — чемпионкой WWE SmackDown среди женщин. Она также дважды становилась чемпионкой NXT среди женщин и один раз — командной чемпионкой WWE среди женщин, что делает её чемпионкой Тройной короны и чемпионкой Большого шлема. В октябре 2016 года она стала первой женщиной (наряду с Сашей Бэнкс), которая стала хедлайнером PPV-шоу WWE. Её матч с Бекки Линч и Рондой Раузи на WrestleMania 35 в 2019 году стал первым случаем, когда женский матч закрывал главное шоу года WWE.

## Ранняя жизнь
Эшли Элизабет Флэр родилась 5 апреля 1986 года в Шарлотт, Северная Каролина, в семье рестлера Рика Флэра и его тогдашней жены Элизабет Харелл. У неё есть сводная старшая сестра Меган, старший сводный брат Дэвид (род. 6 марта 1979) и младший брат Рид (26 февраля 1988 — 29 марта 2013). Во время учёбы в средней школе «Провиденс», Флэр была капитаном школьной команды по волейболу, становилась «Игроком Года» в 2004—2005 годах, а также выиграла два чемпионата «Спортивной ассоциации средних школ Северной Каролины». Она поступила в Аппалачский государственный университет в Буне, Северная Каролина, где продолжала играть в волейбол с 2005 по 2006 год. Позже, Флэр перевелась в Университет штата Северная Каролина, где получила степень бакалавра наук в области связей с общественностью весной 2008 года. До карьеры в рестлинге, она была сертифицированным персональным тренером.
На Raw от 6 декабря 2004 года, проходившим в родном городе Флэр — Шарлотт, она находилась в зрительном зале, наблюдая за главным матчем вечера, в котором Триш Стратус защищала женское чемпионство в поединке против Литы. Почти 12 лет спустя, на Raw от 3 октября 2016 года, сама Флэр и её противница — Саша Бэнкс, встретились в аналогичном матче: их бой стал третьим по счету «главным событием», участниками которого были женщины.

## Личная жизнь
Флэр вышла замуж за профессионального рестлера Томаса Лэйтимера, более известного как Брэм, в 2013 году. Ранее Флэр была замужем за Рики Джонсоном. 29 октября 2015 во Флориде был оформлен официально их развод.
5 сентября 2008 года Флэр была арестована за нападение на офицера полиции, после драки с Рики Джонсоном и его отцом. Флэр была приговорена к 45 дням лишения свободы, но была отпущена условно, выплатив штраф в размере 200 долларов.
В марте 2019 года появились слухи об отношениях с суперзвездой WWE, бывшим чемпионом NXT Андраде, сначала пара скрывала отношение, но вскоре в сети появились совместные фото и пара начала вместе появляться на различных мероприятиях. Помолвку Эшли и Андраде подтвердили 1 января 2021 года. Весной 2021 года Шарлотт рассказала о том, что перенесла ложную беременность. Свадьба состоялась 28 мая 2022 года в Мексике, в Торреоне, родном городе Андраде. Мероприятие прошло в присутствии более 150 гостей, среди которых было много рестлеров и рестлерш как из США, так и из Мексики. Флэр подала на развод в июне 2024 года, и развод был окончательно оформлен в октябре того же года.

## Достижения и титулы
- Pro Wrestling Illustrated
  - Новичок года (2014)
  - № 1 в списке 50 лучших девушек-рестлеров 2016 года[22]
- WWE
  - Чемпион NXT среди женщин (2 раза)
  - Турнир за женское чемпионство NXT (2014)
  - Чемпионка WWE среди див (1 раз, последняя)
  - Чемпионка WWE среди женщин Raw (6 раз)
  - Чемпион WWE среди женщин SmackDown (7 раз)
  - Командная чемпионка WWE среди женщин (2 раза) — с Аской (1) и Алекса Блисс (1 раз, действующая)
  - Чемпионка Большого шлема
  - Победительница «Королевской битвы» (2020, 2025)
  - WWE Year-End Award — Матч года (2018) против Бекки Линч на Evolution
- Wrestling Observer Newsletter
  - Худшая вражда года (2015) Team PCB против Team B.A.D. против Team Bella[23]